# 명탐정 코난: 미궁의 십자로
《명탐정 코난: 미궁의 십자로》(일본어: 名探偵コナン 迷宮の十字路)는 2003년 4월 19일에 개봉된 텔레비전 애니메이션 명탐정 코난의 7번째 극장판이다.
대한민국에서는 2017년 10월 8일에 자막으로 방영했으며, 같은 해 10월 13일에 VOD로 우리말로 개봉되었다.

## 개요
도쿄, 오사카, 교토에서 국보를 전문적으로 훔치는 도적단 겐지보타루의 단원이 차례차례 살해당하는 사건이 발생한다. 이 무렵에 코난과 코고로 일행은 도둑맞은 불상에 대한 조사를 하려고 교토를 방문한다. 겐지보타루의 사건의 주범으로 보이는 노인 탈을 쓴 남자를 추적하는 핫토리 헤이지 (하인성)와 코난. 그러다가 헤이지 (하인성)는 도시의 거리와 관련된 메시지를 풀던 도중 범인의 습격을 받게 되고, 결국 카즈하 (서가영)가 유괴되는 상황까지 벌어지는데...

## 등장 인물

### 메인 캐릭터
- 에도가와 코난 (코난)
- 쿠도 신이치 (남도일)
- 모리 란 (유미란)
- 모리 코고로 (유명한)
- 핫토리 헤이지 (하인성)
- 토야마 카즈하 (서가영)
- 스즈키 소노코 (정보라)

### 주조연 캐릭터
- 코지마 겐타 (고뭉치)
- 츠부라야 미츠히코 (박세모)
- 요시다 아유미 (한아름)
- 하이바라 아이 (홍장미)
- 아가사 박사 (브라운 박사)
- 메구레 쥬죠 (골롬보 반장)
- 시라토리 닌자부로 (백동훈 형사)
- 사토 미와코 (오지인 형사)
- 타카기 와타루 (신형선형사)
- 오오타키 고로 (김대용 반장)
- 아야노코지 후미마루

## 특징
- 이번 극장판은 교토가 주 무대라서 간사이 지방의 성우가 많은 역을 맡았다.
- 극장판에서 처음으로 핫토리 헤이지 (하인성)를 중요한 캐릭터로 설정했다.
  - 핫토리 헤이지 (하인성)의 특기인 검도를 바탕으로 격렬한 검도 액션이 그려졌다.
  - 이걸 반영하여 극장판 소개에서 핫토리 헤이지 (하인성)가 중간에 소개를 이어받아서 한다.
- 핫토리 헤이지 (하인성)가 중요한 캐릭터로 설정되면서 소년 탐정단 (어린이 탐정단)은 이번 스토리에 깊게 관여하지 않는다.
- 극장판에서 처음으로 코난이 신이치 (남도일)로 돌아왔다.
  - 하이바라 (홍장미)의 도움을 받았기 때문인데, 그 후 범인의 면전에서 핫토리로 분장해 범행 동기를 알아내고 유괴되었던 카즈하 (서가영)를 구해냈다.
- 범인이 밝혀진 후 아야노코지 후미마루 형사, 시라토리 형사 (백동훈 형사), 헤이지 (하인성), 카즈하 (서가영), 코난, 란 (유미란), 코고로 (유명한) 모두가 자신의 특기 기술을 이용하여 범인의 수하들을 저지한다.
- 핫토리 헤이지 (하인성)의 첫 사랑이나 신이치 (남도일)의 옛 모습이 많이 그려졌다.
- 고다마 겐지 감독이 맡은 마지막 극장판이다. 이후에는 야마모토 야스이치로에게 극장판 감독이 넘어간다.
- 이 영화가 발표되기 전에 소년 선데이 이벤트에 참가한 사람에게 발송된 특별편에서 이 영화의 힌트를 알 수 있었다.
- 극중에 등장하는 교토의 신사, 역사 등은 세밀하게 묘사되어 있다.
- 2006년에 애니메이션 공식 사이트에서 〈명탐정 코난〉리퀘스트 기획으로 극장판 투표를 한 결과 이 작품이 2위를 차지했다.
  - 득표수 15520표로, 1위인 〈천국으로의 카운트다운〉과의 차이는 불과 372표였다.
- 극중에서는 교토의 관광지가 많이 등장했다. 교토 타워, 기요미즈사(清水寺) 등이 그러하다.
  - 모리 코고로 (유명한)에게 사건을 의뢰한 산능사나 후반 무대였던 옥룡사는 실존하지 않는 곳이다.
  - 이 영화의 포스터에서는 기후네 신사가 코난의 배경으로 그려져 있었지만 극중에서 등장하지 않는다.
    - 일본 문화가 너무 많아 현재 한국에서는 개봉하지 않았으나, 2017년 10월 13일부터 VOD로만 개봉했다.

## 주제가
쿠라키 마이 〈time after time ~꽃이 흩날리는 거리에서~〉

## 제작위원회
- 소학관
- 요미우리 TV
- 니혼테레비
- 소학관 프로덕션
- 토호 주식회사
- 톰스 엔터테인먼트

## 같이 보기
- 명탐정 코난의 영화 목록